# Kanton Tôtes
Kanton Tôtes (fr. Canton de Tôtes) je francouzský kanton v departementu Seine-Maritime v regionu Horní Normandie. Skládá se z 22 obcí.

## Obce kantonu
- Auffay
- Beauval-en-Caux
- Belleville-en-Caux
- Bertrimont
- Biville-la-Baignarde
- Bracquetuit
- Calleville-les-Deux-Églises
- Étaimpuis
- La Fontelaye
- Fresnay-le-Long
- Gonneville-sur-Scie
- Imbleville
- Montreuil-en-Caux
- Saint-Denis-sur-Scie
- Saint-Maclou-de-Folleville
- Saint-Pierre-Bénouville
- Saint-Vaast-du-Val
- Saint-Victor-l'Abbaye
- Tôtes
- Val-de-Saâne
- Varneville-Bretteville
- Vassonville